# Expédition de Ukasha bin Al-Mihsan (Udhrah et Baliy)
L’Expédition de Ukasha bin Al-Mihsan, contre les tribus de Udhrah et Baliy (aussi orthographié Bali), se déroula en octobre 630 AD, 9AH du Calendrier Islamique,.